# (30720) 1969 GB
1969 جي بي (ويعرف أيضًا باسم (30720) 1969 جي بي وفق تسمية الكوكب الصغير) (بالإنجليزية: 1969 GB)‏ هو كويكب ضمن حزام الكويكبات؛ وترتيبه 30720 من حيث الاكتشاف.
اكتُشف هذا الجُرم الفلكي بواسطة Carlos Ulrrico Cesco ‏ في 9 أبريل 1969.

## وصلات خارجية
- (30720) 1969 GB في قاعدة بيانات مختبر الدفع النفاث لأجرام النظام الشمسي الصغيرة

- الاكتشاف · مخطط المدار ·  العناصر المدارية · المعلمات المادية

- (30720) 1969 GB على موقع ويكي سكاي: DSS2, SDSS, GALEX, IRAS, Hydrogen α, X-Ray, Astrophoto, Sky Map, Articles and images